# Транспорт в Омской области
Транспорт в Омской области — одна из важнейших отраслей экономики Омской области, обеспечивающая экономические связи как внутри области, так и с другими регионами. Представлен автомобильным, железнодорожным, речным, авиационным, трубопроводным, а также городским электрическим (трамвайным и троллейбусным) транспортом в областном центре — городе Омск.
Важнейшей транспортной магистралью является Транссибирская магистраль, которая соединяется с Средне-Сибирской железной дорогой.
Город Омск является крупным транспортным узлом — в нем находится аэропорт международного значения.  В городе шло строительство собственного метрополитена, однако из-за недостатка финансирования и болотистой местности, строительство было отменено.

## Виды транспорта

### Речной
Речной — исторически наиболее древний вид транспорта в Омске, именно в ходе речного похода был основан Омск, на протяжении своей истории город был тесно связан с рекой. Построенный в 1964 году Речной вокзал стоит в самом центре города: на месте основания Омской крепости. В настоящее время, после кризисных 1990-х годов, Омск вновь связан пассажирским сообщением по Иртышу. ОАО «Иртышское пароходство» осуществляет маршруты на линии Омск-Салехард (через Тобольск, Ханты-Мансийск). На период трёхмесячной навигации по этому маршруту ходят теплоходы «Чернышевский» и «Родина». На сегодняшний день это один из немногих сохранившихся речных пассажирских маршрутов в России. На скоростных линиях Омск-Тевриз и Тевриз-Малая Бича работают скоростные суда Восход и Заря.
Речной грузовой порт находится в Ленинском административном округе.
Омский речной порт (основан в 1951 году) расположен в черте города по обоим берегам Иртыша у пересечения его с Транссибом, в 1858 км от устья. Омский речной порт — крупнейший перевалочный порт на Иртыше. В 1970-е годы на его долю падал 31 % общего объёма погрузочно-разгрузочных работ в Иртышском бассейне.

### Сухопутный

#### Железнодорожный
Благодаря строительству Транссиба Омск получил дополнительное развитие. В Омске находятся два железнодорожных вокзала, расположенных по соседству и образующих привокзальную площадь: «Омск-Пассажирский» и «Омск-Пригородный». Оба вокзала соответствуют европейским стандартам. Кроме того, железнодорожные вокзалы имеются в Исилькуле, Калачинске и Называевске. На железнодорожном вокзале Исилькуля осуществляется таможенный досмотр.
Населённые пункты Омской области, расположенные на железнодорожных магистралях, обслуживаются пригородными электропоездами. Электропоезда ходят по четырём направлениям: исилькульское, называевское, татарское и иртышское. Оператором пригородных перевозок является ОАО Омскпригород.
В 2008 году в Исилькуле, а в 2012 году в Называевске  полностью обновлёны железнодорожные вокзалы.
Основные показатели железнодорожного транспорта:.
|                                                                                        | 2000 | 2005 | 2008 |
| -------------------------------------------------------------------------------------- | ---- | ---- | ---- |
| Эксплуатационная длина железнодорожных путей,тыс. км                                   | 775  | 752  | 752  |
| Густота железнодорожных путей общего пользования, километров на 1000 кв. км территории | 55   | 53   | 53   |

#### Автомобильный
По территории Омской области проходят автомагистрали:
- Р254 «Иртыш» (бывшая М51) (часть европейского маршрута E 30 и азиатского маршрута AH6),
- А320 (бывшая М38) (часть европейского маршрута E 127 и азиатского маршрута AH60),
- Р402 (Тюмень—Ишим—Омск) .
- Р390 (Омск - Русская Поляна).
- Р391 (Горьковское - Калачинск - Оконешниково)
- Р392 (Омск (а/д Р402) - Тара)
- Р393 (Омск - Одесское - граница с Казахстаном (переходит в казахстанскую автодорогу A13 на Кокшетау)

Длина автомобильных дорог в Омской области составляет 25045,6 км,
- в том числе общего пользования – 23544,7 км:
- дороги с твёрдым покрытием – 15000,6 км;
- из них – общего пользования – 13836,4км;
- в том числе федерального значения – 730,6 км;
- в том числе регионального или межмуниципального значения – 7159,1 км;
- в том числе местного значения – 5946,7 км.

#### Общественный
В области активно эксплуатируются наземные виды общественного транспорта. В Омске действуют маршруты городских автобусов, троллейбусная и трамвайная системы. Во всех остальных городах Омской области действуют автобусные маршруты, осуществляемые ОАО «Омскоблавтотранс», муниципальными городскими и частными перевозчиками.
Пригородные и междугородние перевозки осуществляются ОАО «Омскоблавтотранс» и частными перевозчиками. Посадка пассажиров в населённых пунктах осуществляется на автовокзалах и автостанциях. Омский автовокзал находится на левобережье, осуществляет обслуживание междугородних и международных рейсов, в других городах зачастую автовокзалы находятся рядом с железнодорожными вокзалами, если таковые имеются. Пригородные маршруты начинаются от крупных конечных городских маршрутов. Расписание и информация о стоимости билетов доступна на сайте ОАО «Омскоблавтотранс».

### Авиационный
По состоянию на 2013 год в области функционируют четыре аэродрома, не считая расположенных в Омске, из них три, в Таре, Калачинске и Марьяновке, сохранились с Советских времен, один, в Калачёво, создан в 2000-х годах. Пассажирскими перевозками занимается только аэропорт в Таре, он осуществляет перевозки пассажиров на нефтяные и газовые месторождения Омской, Томской и Тюменской областей
В Омске действует аэропорт «Омск-Центральный». Ведётся поиск инвесторов для продолжения замороженного строительства международного аэропорта «Омск-Фёдоровка» в 30 км от города.
В черте города, в Октябрьском округе, находится построенный ещё в период ВОВ аэродром Омск-Северный. Одно время он даже принимал чартерные рейсы гражданской авиации. В начале 2000-х гг. существовали планы его превращения в крупнейший в Сибири грузовой терминал, которые остались неосуществлёнными.
В настоящее время из Омска можно вылететь в Москву, Сургут, Сочи, Краснодар, Хургаду, Новосибирск и Ханты-Мансийск.
В 2022 году осуществлялись регулярные рейсы в Анапу, Томск, Красноярск, Нижневартовск, Норильск, Салехард, Якутск, чартерные рейсы в Анталью, Бангкок, Даламан, Ираклион.